# Гуди (пудинг)
Гуди (англ. Goody) — традиционное ирландское блюдо. Это своего рода десерт, блюдо похоже на классический хлебный пудинг. Для приготовления этого десерта чёрствый пшеничный хлеб поджаривают без масла на сковороде или гриле до образования золотистой корочки, укладывают в жаропрочную посуду, посыпают специями, заливают кипящим молоком с добавлением сахара и ванили и запекают в духовке. Бывает, что этот десерт готовят с добавлением какао, и тогда получается шоколадный гуди. С этим пудингом подают мороженое, фрукты, взбитые сливки.

## Канун Рождества Иоанна Крестителя
Гуди готовят к праздничному столу на Рождество Иоанна Крестителя.